# Doxazosin
Doxazosin, được bán dưới tên thương hiệu Cardura và các nhãn khác, là một loại thuốc dùng để điều trị các triệu chứng của u xơ tuyến tiền liệt và huyết áp cao. Đối với huyết áp cao, nó là một lựa chọn ít được ưa thích. Nó được uống qua đường miệng.
Các tác dụng phụ thường gặp bao gồm chóng mặt, buồn ngủ, sưng, buồn nôn, khó thở và đau bụng. Các tác dụng phụ nghiêm trọng có thể bao gồm huyết áp thấp khi đứng, nhịp tim không đều và dương vật cương đau. Ung thư tuyến tiền liệt nên được loại trừ trước khi bắt đầu điều trị. Nó là một chất chặn adrenergic chọn lọc α1 trong lớp hợp chất quinazoline.
Doxazosin được cấp bằng sáng chế vào năm 1977 và được đưa vào sử dụng y tế vào năm 1988. Nó là có sẵn như là một loại thuốc gốc. Một tháng cung cấp ở Vương quốc Anh tiêu tốn của NHS khoảng 0,5 £ vào năm 2019. Tại Hoa Kỳ, chi phí bán buôn của số thuốc này là khoảng 5,50 USD. Năm 2016, đây là loại thuốc được kê đơn nhiều thứ 157 tại Hoa Kỳ với hơn 4 triệu đơn thuốc.

## Sử dụng trong y tế

### Huyết áp cao
Doxazosin thường được thêm vào liệu pháp chống tăng huyết áp khác như thuốc đối kháng kênh calci, thuốc lợi tiểu, thuốc đối kháng beta-adrenoreceptor, thuốc ức chế men chuyển angiotensin và thuốc ức chế thụ thể angiotensin-2.
Doxazosin thường được coi là an toàn, dung nạp tốt và hiệu quả như một loại thuốc hạ huyết áp bổ sung.
Giống như các chất đối kháng thụ thể alpha-1 khác, nó có vai trò trong việc quản lý phẫu thuật đối với bệnh u tủy thượng thận.

### Phì đại tuyến tiền liệt lành tính
Doxazosin được coi là có hiệu quả trong việc giảm điểm triệu chứng tiết niệu và cải thiện lưu lượng nước tiểu đỉnh điểm ở nam giới bị phì đại tuyến tiền liệt lành tính.